# فرنسيس كزافييه لي فان هونغ
فرنسيس كزافييه لي فان هونغ (بالفيتنامية: Phanxicô Xaviê Lê Văn Hồng)‏ هو عالم عقيدة وأستاذ جامعي فيتنامي، ولد في 30 يونيو 1940 في Quảng Trị ‏ في فيتنام.